# Margarita Pellegrin
Margarita Pellegrin (* 19. November 1940 in Aue; † 3. Dezember 2016 in Dresden)  war eine deutsche Malerin und Grafikerin.

## Leben
Margarita Pellegrin studierte von 1958 bis 1961 an der ABF der HfBK Dresden, wo sie ihren späteren Mann, den chilenischen Maler Hernando León, kennenlernte. Im Jahre 1963 folgte sie ihm nach Chile. Von 1964 bis 1969 arbeitete sie als Assistentin für Grafik und von 1969 bis 1974 als Dozentin für Gestaltungslehre an der Universidad de Chile in Antofagasta. Nach dem Militärputsch im September 1973 kehrte sie 1974 mit ihrem Mann und den drei Kindern in die DDR zurück. Seitdem lebte und arbeitete sie in Dresden als freiberufliche Künstlerin u. a. in der Textilgestaltung (bis Ende 80er Jahre), wo sie zu den profiliertesten Künstlern der DDR gehörte, Malerei, Grafik, Installationen und Grafikdesign (ab 90er Jahre). Sie war bis 1990 Mitglied des Verbands Bildender Künstler der DDR.
2003 übernahm sie Buch, Regie, Produktion und Gestaltung im Animationsfilm „Der Fall“.
Am 3. Dezember 2016 starb Margarita Pellegrin mit 76 Jahren in Dresden und die Grabstätte Margarita Pellegrins befindet sich auf dem Friedhof Dresden-Leuben.

## Werke (Auswahl)

### Druckgrafik und Zeichnungen
- Der Angriff (Zeichnung, 1975)[2]
- Die Drohung (Lithografie, 1975)[3]
- Das Schweigen (Lithografie, 1975)[4]
- Die Spinne (Lithografie, 1975)
- Die silberne Stadt (Siebdruck, 50 × 52 cm, 1983)

## Textilkunst
- Der Tag wird kommen (Wandteppich, geknüpft, 142 × 153,5 × 5,7 cm, 1975)[5]
- Drei Figuren (Textilobjekte, 175 × 100, 166 × 87 und 133 × 75 cm; 1985/1986)

## Ausstellungen
Ihre Arbeiten wurden in Personalausstellungen in Antofagasta, Santiago, Lima, Dresden, Pirna, Cottbus, Magdeburg, Berlin und Kemi gezeigt sowie in zahlreichen Gemeinschaftsausstellungen in Chile, Peru, Bolivien, Argentinien, Deutschland, Polen, USA, Kanada, Finnland, Niederlande und Frankreich, u. a.

### Einzelausstellungen (unvollständig)
- 1974: Santiago de Chile, Galeria de Arte (mit Juan Leon)
- 1987: Cottbus, Galerie Carl Blechen
- 1979: Dresden, Neue Dresdener Galerie (mit Santos Chavez, Guillermo Deisler Gonzalez und Hernando León)
- 1981: Magdeburg, Kleine Galerie
- 1985: Dresden, Galerie Kunst der Zeit (mit Christel Seidel-Zaprasis)
- 2005: Berlin, Botschaft der Republik Chile
- 2016: Dresden, Galerie Felix („Die Lust am Fabulieren“, Zeichnungen)[6]

#### Postum
- 2019: Pirna, Atelier von Hernando Leon

### Ausstellungsbeteiligungen in der DDR (unvollständig)
- 1979 und 1985: Dresden, Bezirkskunstausstellung
- 1984: Berlin, INTERGRAFIK